# Arrondissement de Pontarlier

Arrondissement de Pontarlier au sein du département du Doubs.

L'arrondissement de Pontarlier est une division administrative française, située dans le département du Doubs et la région Bourgogne-Franche-Comté.

## Composition

### Composition avant 2015
L'arrondissement de Pontarlier s'étendait sur une surface de 1 872,44 km2.
Un projet d'extension de l'arrondissement s'est concrétisé le 1er janvier 2009 par intégration de trois cantons : Vercel et Pierrefontaine-les-Varans (initialement rattachés à l'arrondissement de Besançon) et le Russey (initialement rattaché à l'arrondissement de Montbéliard). Le nombre des communes est alors passé de 85 à 155 et la population de 75 000 à plus de 100 000 habitants. L'arrondissement de Pontarlier est un arrondissement à dominante rurale, situé en zone de moyenne montagne et frontalier avec la Suisse.
Carte de l'arrondissement de Pontarlier 
L'arrondissement de Pontarlier est à dominante rurale : la moitié de la population habite dans des communes de moins de 1 500 habitants et les 2/3 dans des communes de moins de 2 500 habitants.
L'arrondissement est situé au cœur du massif jurassien et comporte :
- une zone de hauts plateaux (entre 600 et 1 200 m, Pontarlier est à 840 m d'altitude),
- une zone étroite de montagne (point culminant : le Mont d'Or à 1 463 m).

Les hivers dans le Haut Doubs sont rudes et la commune de Mouthe tire de cette rigueur hivernale son surnom de « petite Sibérie »,,.
Frontalier avec la Suisse sur 130 km, l'arrondissement est limitrophe des cantons de Vaud et de Neuchâtel. Cette proximité avec la Suisse est une réalité géographique et économique.
En effet, les villes suisses du Locle et de La Chaux-de-Fonds se trouvent respectivement à 14 et 22 km de Morteau, celles de Lausanne, Neuchâtel et Yverdon respectivement à 67 km, 53 km et 49 km de Pontarlier.

### Les cantons avant le redécoupage de 2014
L'arrondissement de Pontarlier était divisé en 8 cantons.
| Canton                    | Nombre de communes | Nombre d'habitants (*) |
| ------------------------- | ------------------ | ---------------------- |
| Levier                    | 15                 | 9 036                  |
| Montbenoît                | 16                 | 6 705                  |
| Morteau                   | 7                  | 19 230                 |
| Mouthe                    | 23                 | 8 707                  |
| Pierrefontaine-les-Varans | 20                 | 7 731                  |
| Pontarlier                | 24                 | 34 943                 |
| Le Russey                 | 22                 | 6 830                  |
| Vercel-Villedieu-le-Camp  | 28                 | 12 925                 |

(*) population totale légale millésimée 2008 entrée en vigueur le 1er janvier 2011 - source Insee

### Les cantons après le redécoupage de 2014
| Canton                   | Nombre de communes              | Nombre d'habitants (*) |
| ------------------------ | ------------------------------- | ---------------------- |
| Frasne                   | 46+Levier en partie             |                        |
| Morteau                  | 25                              |                        |
| Ornans (partiellement)   | 21+Étalans et Levier en parties |                        |
| Pontarlier               | 10                              |                        |
| Valdahon (partiellement) | 45+Étalans en partie            |                        |

### L'intercommunalité dans l'arrondissement de Pontarlier
Toutes les communes de l'arrondissement appartiennent à un établissement public de coopération intercommunale (EPCI). Les 149 communes de l'arrondissement sont entre 8 communautés de communes.
| Nom                                                              | Nombre de communes de l'arrondissement | Population dans l'arrondissement |
| ---------------------------------------------------------------- | -------------------------------------- | -------------------------------- |
| Communauté de communes du Grand Pontarlier                       | 10                                     | 27 847                           |
| Communauté de communes du Val de Morteau                         | 8                                      | 19 551                           |
| Communauté de communes des Portes du Haut-Doubs (*)              | 46                                     | 19 111                           |
| Communauté de communes de Montbenoît                             | 16                                     | 6 705                            |
| Communauté de communes du plateau du Russey                      | 17                                     | 6 014                            |
| Communauté de communes Altitude 800                              | 11                                     | 5 844                            |
| Communauté de communes du plateau de Frasne et du Val du Drugeon | 10                                     | 5 567                            |
| Communauté de communes des Lacs et montagnes du Haut-Doubs       | 13                                     | 2 661                            |

(*) : ces communautés de communes comprennent également d'autres communes situées hors arrondissement
(**) : communauté de communes dont le siège se situe dans l'arrondissement de Montbéliard
L'arrondissement de Pontarlier compte 3 pays :
- le Pays Horloger[6] : cantons de Morteau et du Russey auxquels s'ajoutent 2 cantons de l'arrondissement de Montbeliard (Maîche et St Hippolyte) ;
- le Pays du Haut Doubs[7] : 4 cantons autour de Pontarlier (association) ;
- le Pays des Portes du Haut-Doubs[8]: cantons de Vercel et Pierrefontaine-les-Varans.

Les Pays Horloger et du Haut-Doubs ont exprimé leur volonté de promouvoir l'espace frontalier de la région Franche-Comté qu'ils constituent avec le Pays du Haut-Jura. La recherche d'une cohérence à l'échelle de ce territoire spécifique conduit ces trois Pays à s'engager « dans une démarche commune afin de mieux faire reconnaître les enjeux propres à l'espace frontalier et de tenter d'y répondre ensemble et de façon concertée ».

### Découpage communal depuis 2015
Depuis 2015, le nombre de communes des arrondissements varie chaque année soit du fait du redécoupage cantonal de 2014 qui a conduit à l'ajustement de périmètres de certains arrondissements, soit à la suite de la création de communes nouvelles. Le nombre de communes de l'arrondissement de Pontarlier est ainsi de 155 en 2015, 150 en 2016 et 149 en 2017.
Le 1er janvier 2024, les communes de Bians-les-Usiers, Goux-les-Usiers et Sombacour se regroupent pour former la commune nouvelle de Val-d'Usiers, par un arrêté préfectoral du 27 septembre 2023. Le nombre de communes passant de 149 à 147.
Au 1er janvier 2024, l'arrondissement groupe les 147 communes suivantes :
1. Adam-lès-Vercel
2. Les Alliés
3. Arçon
4. Arc-sous-Cicon
5. Arc-sous-Montenot
6. Aubonne
7. Avoudrey
8. Bannans
9. Le Barboux
10. Le Bélieu
11. Belmont
12. Le Bizot
13. Bonnétage
14. Bonnevaux
15. La Bosse
16. Boujailles
17. Bouverans
18. Bremondans
19. Bretonvillers
20. Brey-et-Maison-du-Bois
21. Bugny
22. Bulle
23. Chaffois
24. Chamesey
25. Chapelle-des-Bois
26. Chapelle-d'Huin
27. Châtelblanc
28. La Chaux
29. Chaux-lès-Passavant
30. Chaux-Neuve
31. La Chenalotte
32. Chevigney-lès-Vercel
33. La Cluse-et-Mijoux
34. Les Combes
35. Consolation-Maisonnettes
36. Courtetain-et-Salans
37. Courvières
38. Le Crouzet
39. Dommartin
40. Dompierre-les-Tilleuls
41. Domprel
42. Doubs
43. Épenouse
44. Épenoy
45. Étalans
46. Étray
47. Évillers
48. Eysson
49. Fallerans
50. Les Fins
51. Flangebouche
52. Les Fontenelles
53. Fourcatier-et-Maison-Neuve
54. Les Fourgs
55. Fournets-Luisans
56. Frasne
57. Fuans
58. Gellin
59. Germéfontaine
60. Gilley
61. Grand'Combe-Châteleu
62. Grand'Combe-des-Bois
63. Grandfontaine-sur-Creuse
64. Granges-Narboz
65. Les Grangettes
66. Les Gras
67. Guyans-Vennes
68. Hauterive-la-Fresse
69. Les Hôpitaux-Neufs
70. Les Hôpitaux-Vieux
71. Houtaud
72. Jougne
73. Labergement-Sainte-Marie
74. Landresse
75. Laval-le-Prieuré
76. Laviron
77. Levier
78. Longechaux
79. Longemaison
80. Longevelle-lès-Russey
81. La Longeville
82. Longevilles-Mont-d'Or
83. Loray
84. Le Luhier
85. Magny-Châtelard
86. Maisons-du-Bois-Lièvremont
87. Malbuisson
88. Malpas
89. Le Mémont
90. Métabief
91. Montbéliardot
92. Montbenoît
93. Mont-de-Laval
94. Montflovin
95. Montlebon
96. Montperreux
97. Morteau
98. Mouthe
99. Narbief
100. Noël-Cerneux
101. Orchamps-Vennes
102. Orsans
103. Ouhans
104. Ouvans
105. Oye-et-Pallet
106. Passonfontaine
107. Petite-Chaux
108. Pierrefontaine-les-Varans
109. Plaimbois-du-Miroir
110. Plaimbois-Vennes
111. La Planée
112. Pontarlier
113. Les Pontets
114. Les Premiers Sapins
115. Reculfoz
116. Remoray-Boujeons
117. Renédale
118. La Rivière-Drugeon
119. Rochejean
120. Rondefontaine
121. Rosureux
122. Le Russey
123. Saint-Antoine
124. Sainte-Colombe
125. Saint-Gorgon-Main
126. Saint-Julien-lès-Russey
127. Saint-Point-Lac
128. Sarrageois
129. Septfontaines
130. La Sommette
131. Touillon-et-Loutelet
132. Valdahon
133. Val-d'Usiers
134. Vaux-et-Chantegrue
135. Vellerot-lès-Vercel
136. Vennes
137. Vercel-Villedieu-le-Camp
138. Vernierfontaine
139. Verrières-de-Joux
140. Les Villedieu
141. Ville-du-Pont
142. Villeneuve-d'Amont
143. Villers-Chief
144. Villers-la-Combe
145. Villers-le-Lac
146. Villers-sous-Chalamont
147. Vuillecin

## Démographie
En 2022, l'arrondissement comptait 119 068 habitants.
| 1968   | 1975   | 1982   | 1990   | 1999   | 2006   | 2011    | 2016    | 2021    |
| ------ | ------ | ------ | ------ | ------ | ------ | ------- | ------- | ------- |
| 75 804 | 79 039 | 81 146 | 86 574 | 91 746 | 74 040 | 106 231 | 112 913 | 118 081 |

| 2022    | - | - | - | - | - | - | - | - |
| ------- | - | - | - | - | - | - | - | - |
| 119 068 | - | - | - | - | - | - | - | - |

## Organisation administrative, sécurité, armée

### La sous-préfecture
Pontarlier est chef-lieu d'arrondissement et siège de la sous-préfecture. Le sous-préfet de Pontarlier est actuellement M. Bruno Charlot (depuis le 21 octobre 2013).
La sous-préfecture se trouve 69, rue de la République (face à l'Hôtel de Ville, accès par la cour de la bibliothèque).
Le 22 novembre 2010, M. Michel Mercier, alors ministre de l'espace rural et de l'aménagement du territoire, a installé à Pontarlier le comité de pilotage « + de services publics » pour le Doubs, visant à renforcer et développer l'offre de services publics en milieu rural par une mutualisation des opérateurs.

### La sécurité
La Ville de Pontarlier est le siège de la Direction départementale de la police aux frontières.
Les forces de police et de gendarmerie sont représentées dans l'arrondissement et leur compétence territoriale s'affirme sur des zones légalement définies :
- zone Police : les communes de Pontarlier et de Doubs relèvent de la circonscription de sécurité publique (commissariat de Pontarlier) ;
- zone Gendarmerie : la compagnie de gendarmerie de Pontarlier compte 4 communautés de brigades : Morteau, Pontarlier, les Hôpitaux Neufs et Valdahon.
À l'exception de deux communes, Pontarlier et Doubs, toutes les communes de l'arrondissement relèvent de la compagnie de gendarmerie de Pontarlier.
Le périmètre actuel de la compagnie de gendarmerie de Pontarlier est récent (début 2010). Jusque-là, les communes des cantons nouvellement intégrés à l'arrondissement (Pierrefontaine-les-Varans et Vercel) relevaient de la compagnie de gendarmerie de Baume-les-dames et celles du canton du Russey dépendaient de la compagnie de gendarmerie de Montbéliard.

### Le13erégimentdu génie
Le 13e régiment du Génie est stationné au quartier Gallieni, sur le camp national de Valdahon depuis le 1er juillet 2003. Il appartient à la 2e brigade blindée d'Orléans.
Des éléments participent aux forces françaises en Afghanistan et déploient entre autres, depuis 2010, l'Aravis et le Buffalo.
Le camp du Valdahon est utilisé par de nombreux autres régiments pour des manœuvres et entraînements.
Dans le cadre de la nouvelle carte militaire, ce camp va voir ses effectifs renforcés au cours des prochaines années.

## Économie
De manière générale, l'activité économique sur le Haut-Doubs puise sa vitalité principalement dans l'agriculture, la forêt et le secteur tertiaire.

### Agriculture (élevage uniquement) performante et productions agroalimentaires typées
Le Haut-Doubs est marqué par une production laitière destinée à des fromages d'appellation d'origine contrôlée (AOC) : comté, mont d'Or, morbier… Le cahier des charges est très strict mais le prix de vente du lait AOC est supérieur à celui du lait standard.
Le Haut-Doubs, ce sont également les salaisons (jambon, bresi…) et la charcuterie (saucisse de Morteau), le chocolat (Nesquik, Chocolats Klaus...) et les distilleries, secteurs encore protégés et prospères.
Les comices agricoles de l'automne, tradition très ancrée et très fréquentée, permettent aux éleveurs de chaque canton de présenter au public une sélection de leurs plus belles vaches montbéliardes.

### Une forêt remarquable
Les forêts (feuillus et conifères) sont très présentes sur le territoire du Haut-Doubs et constituent une part importante des recettes des communes, même si les dommages causés par la tempête du 26 décembre 1999 (10 % de la forêt abattue) ont vu ces ressources diminuer de manière significative.
Les entreprises d'exploitation forestière et scieries sont encore très nombreuses.
On compte environ 50 800 ha dont 26 000 ha de forêts privées, 3 800 ha de forêts domaniales, 21 000 ha de forêts communales.
Les ventes de bois se font majoritairement par des ventes aux enchères publiques. Toutefois, les contrats d'approvisionnement gérés par l'ONF garantissent un prix lissé pour les communes et permettent d'approvisionner les scieries locales, acteurs économiques essentiels des communes du Haut-Doubs.

### Secteur commercial en expansion
Le secteur de Pontarlier assure une offre commerciale très importante, très supérieure à la moyenne nationale. Beaucoup de suisses viennent faire leurs achats à Pontarlier.

### Tourisme «4 saisons» dynamique
L'arrondissement de Pontarlier est un secteur touristique qui reste très dynamique, aussi bien l'hiver que l'été.
Le développement du tourisme s'appuie sur une offre de loisirs polyvalente, des paysages et des sites remarquables et sur une valorisation de l'offre d'activités dans le domaine sportif.

#### Les activités de plein air
L'hiver, l'activité liée au ski prédomine : ski alpin, essentiellement dans la station de Métabief Mont d'Or et le ski de fond qui bénéficie d'un domaine immense et d'espaces magnifiques.
L'été, les activités de pêche, de voile et de baignade sont l'apanage des différents lacs et rivières, et tout particulièrement du lac St-Point. Les randonnées pédestres et VTT en forêt renforcent la diversification de l'offre.
Ces activités s'appuient sur un réseau dense de gîtes ruraux.

#### Les activités culturelles et de loisirs
- Patrimoine architectural réputé : Château de Joux, Abbaye de Montbenoît, fermes comtoises. Le Château de Joux (propriété de la Communauté de communes du Larmont) bénéficie d'un important programme de rénovation et de revalorisation étalé sur plusieurs années dans le cadre du contrat de plan État/Région. Le Château de Joux est également un lieu de souvenir : la mémoire de Toussaint Louverture y est régulièrement honorée.
- Spectacles et activités variées : ciné-club Jacques Becker à Pontarlier, théâtre (festival des Nuits de Joux et Centre d'animation du Haut-Doubs, Son et Lumière de Motnbenoît), Musées (Pontarlier, Morteau), salon des Annonciades, Académie de musique …
- Grandes manifestations sportives : certains évènements sportifs bénéficient d'une notoriété internationale. Il en est ainsi des épreuves de ski de fond (Transjurassienne), de biathlon (ski de fond + tir à la carabine), de combiné nordique (saut à ski + ski de fond), de cyclisme et de VTT. D'autres courses suscitent l'engouement du public : Trans'roller, trials, courses de chiens de traîneaux.
- Des sites touristiques remarquables : l'arrondissement de Pontarlier associe à la beauté et la diversité des paysages et sites naturels, de nombreuses zones humides. Il comprend une partie du Parc naturel régional du Haut-Jura, deux réserves naturelles, le lac de Remoray (nationale) et Frasne (régionale), des zones natura 2000 et le troisième lac naturel de France (lac de Saint-Point).

Il comporte également d'autres sites remarquables : le saut du Doubs à Villers-le-Lac, le défilé d'Entreroches, les sources du Doubs et de la Loue, la route des sapins, le cirque de Consolation.